# 몰로카이섬
몰로카이섬(Molokaʻi)은 하와이 제도에서 다섯 번째로 큰 섬으로 동서로 길게 뻗어 있다. 서쪽으로는 마우나로아 고원지대에 거대한 야생동물농장이 있고 동쪽에는 카마코우산이 놓여 있다. 총 면적이 불과 673.4 km2밖에 안 되는 작은 섬이다. 오아후섬에서 불과 41.6km밖에 떨어져 있지 않아 오아후 동부에서 육안으로 볼 수 있다. 현재 인구 7천4백여 명이 살고 있는데 이중 반수 이상이 하와이 원주민 계통의 사람들로 알려졌다. 개발에 따르는 이익보다는 농업을 기본으로 하는 전통적인 생활에 만족하고 있다. 로마 가톨릭 사회선교사인 다미앵 신부가 한센인들을 돌본 곳으로도 유명하다.

## 같이 보기
- 다미앵 신부